# Nélson Semedo
Nélson Cabral Semedo (ur. 16 listopada 1993 w Lizbonie) – portugalski piłkarz występujący na pozycji obrońcy w angielskim klubie Wolverhampton Wanderers oraz w reprezentacji Portugalii.

## Kariera klubowa
Semedo jest wychowankiem portugalskiego klubu Sintrense. W pierwszej drużynie tego klubu zadebiutował w 2011 roku. Po udanym sezonie został wykupiony przez Benficę Lizbona, jednak jeszcze w tym samym okienku transferowym został wypożyczony do CD Fátima. Po sezonie wrócił do Benfiki i trafił do zespołu rezerw Benfica B. Po dwóch udanych sezonach otrzymał szansę w pierwszej drużynie Benfiki. Z Benfiką zdobył dwukrotnie Mistrzostwo Portugalii. 13 lipca 2017 FC Barcelona ogłosiła jego transfer za 30 milionów €. Portugalczyk już w swoim pierwszym sezonie wygrał z Dumą Katalonii ligę hiszpańską oraz Puchar Króla. Kolejny sezon – 2018/19 – oznaczał zdobycie kolejnego mistrzostwa kraju oraz Superpucharu. Po sezonie 2019/20 piłkarz został sprzedany do angielskiego Wolverhampton. Jego transfer kosztował Wolves 30 mln euro.

## Kariera reprezentacyjna
W dorosłej reprezentacji Portugalii zadebiutował 11 października 2015 w wygranym 2:1 meczu z Serbią. W 2017 roku pojechał z reprezentacją do Rosji na Puchar Konfederacji 2017, gdzie zdobył z reprezentacją brązowy medal.

## Statystyki kariery

### Klubowe
(aktualne na dzień 4 czerwca 2025 roku)
| Klub               | Sezon              | Liga               | Liga  | Liga | Puchar kraju | Puchar kraju | Puchar ligi | Puchar ligi | Europa | Europa | Inne  | Inne | Suma  | Suma |
| Klub               | Sezon              | Liga               | Mecze | Gole | Mecze        | Gole         | Mecze       | Gole        | Mecze  | Gole   | Mecze | Gole | Mecze | Gole |
| ------------------ | ------------------ | ------------------ | ----- | ---- | ------------ | ------------ | ----------- | ----------- | ------ | ------ | ----- | ---- | ----- | ---- |
| Sintrense          | 2011/12            | Terceira Divisão   | 26    | 5    | 1            | 0            | –           | –           | –      | –      | -     | -    | 27    | 5    |
| Benfica B          | 2012/13            | Segunda Liga       | 0     | 0    | –            | –            | –           | –           | –      | –      | -     | -    | 0     | 0    |
| Fátima (wyp.)      | 2012/13            | Segunda Divisão    | 29    | 0    | 2            | 0            | –           | –           | –      | –      | -     | -    | 31    | 0    |
| Benfica B          | 2013/14            | Segunda Liga       | 17    | 0    | –            | –            | –           | –           | –      | –      | -     | -    | 17    | 0    |
| Benfica B          | 2014/15            | Segunda Liga       | 42    | 1    | –            | –            | –           | –           | –      | –      | -     | -    | 42    | 1    |
| Benfica B          | 2015/16            | Segunda Liga       | 4     | 3    | –            | –            | –           | –           | –      | –      | -     | -    | 4     | 3    |
| Benfica B          | Ogólnie            | Ogólnie            | 63    | 4    | –            | –            | –           | –           | –      | –      | –     | –    | 63    | 4    |
| SL Benfica         | 2015/16            | Primeira Liga      | 12    | 1    | 0            | 0            | 2           | 0           | 3      | 0      | 1     | 0    | 18    | 1    |
| SL Benfica         | 2016/17            | Primeira Liga      | 31    | 1    | 4            | 0            | 2           | 0           | 8      | 1      | 1     | 0    | 46    | 2    |
| SL Benfica         | Ogólnie            | Ogólnie            | 43    | 2    | 4            | 0            | 4           | 0           | 11     | 1      | 2     | 0    | 64    | 3    |
| FC Barcelona       | 2017/18            | Primera División   | 24    | 0    | 4            | 0            | –           | –           | 7      | 0      | 1     | 0    | 36    | 0    |
| FC Barcelona       | 2018/19            | Primera División   | 26    | 1    | 9            | 0            | –           | –           | 10     | 0      | 1     | 0    | 46    | 1    |
| FC Barcelona       | 2019/20            | Primera División   | 32    | 1    | 3            | 0            | –           | –           | 7      | 0      | 0     | 0    | 42    | 1    |
| FC Barcelona       | Ogólnie            | Ogólnie            | 82    | 2    | 16           | 0            | –           | –           | 24     | 0      | 2     | 0    | 124   | 2    |
| Wolverhampton      | 2020/21            | Premier League     | 34    | 1    | 1            | 0            | 0           | 0           | 0      | 0      | –     | –    | 35    | 1    |
| Wolverhampton      | 2021/22            | Premier League     | 25    | 0    | 2            | 1            | 1           | 0           | 0      | 0      | –     | –    | 28    | 1    |
| Wolverhampton      | 2022/23            | Premier League     | 36    | 0    | 2            | 0            | 3           | 0           | 0      | 0      | –     | –    | 41    | 0    |
| Wolverhampton      | 2023/24            | Premier League     | 36    | 0    | 5            | 1            | 0           | 0           | 0      | 0      | –     | –    | 41    | 1    |
| Wolverhampton      | 2024/25            | Premier League     | 34    | 0    | 2            | 0            | 1           | 0           | 0      | 0      | –     | –    | 37    | 0    |
| Wolverhampton      | Ogólnie            | Ogólnie            | 165   | 1    | 12           | 2            | 5           | 0           | 0      | 0      | 0     | 0    | 182   | 3    |
| Ogólnie w karierze | Ogólnie w karierze | Ogólnie w karierze | 408   | 14   | 35           | 2            | 9           | 0           | 35     | 1      | 4     | 0    | 491   | 17   |

### Reprezentacyjne
Stan na 3 czerwca 2025
| Reprezentacja | Rok     | Występy | Gole |
| ------------- | ------- | ------- | ---- |
| Portugalia    | 2015    | 1       | 0    |
| Portugalia    | 2016    | 0       | 0    |
| Portugalia    | 2017    | 7       | 0    |
| Portugalia    | 2018    | 0       | 0    |
| Portugalia    | 2019    | 5       | 0    |
| Portugalia    | 2020    | 4       | 0    |
| Portugalia    | 2021    | 7       | 0    |
| Portugalia    | 2022    | 0       | 0    |
| Portugalia    | 2023    | 3       | 0    |
| Portugalia    | 2024    | 13      | 0    |
| Portugalia    | 2025    | 2       | 0    |
| Łącznie       | Łącznie | 42      | 0    |

## Sukcesy

### SL Benfica
- Mistrzostwo Portugalii (2x): 2015/16, 2016/17
- Puchar Portugalii: 2016/17
- Puchar Ligi Portugalskiej: 2015/16
- Superpuchar Portugalii: 2016

### FC Barcelona
- Mistrzostwo Hiszpanii (2x): 2017/2018, 2018/2019
- Puchar Króla: 2017/2018
- Superpuchar Hiszpanii: 2018

### Portugalia
- Liga Narodów UEFA: 2018/19, 2024/2025
- 3. miejsce w Pucharze Konfederacji: 2017